# Quan điểm về hiện tượng bắt cóc
Quan điểm về hiện tượng bắt cóc là những lời diễn giải nhằm giải thích các tuyên bố về trường hợp những sinh vật dường như ở thế giới khác đến đây hòng bắt cóc và kiểm tra cơ thể con người. Sự khác biệt chính giữa các quan điểm này nằm ở mức độ tin cậy được gán cho những lời kể lại. Các quan điểm bao gồm từ khẳng định rằng tất cả các vụ bắt cóc đều là trò lừa bịp đến niềm tin cho rằng những tuyên bố này là diễn biến khách quan và tách biệt với ý thức của nhân chứng. Một số nhà nghiên cứu bị hấp dẫn trước hiện tượng bắt cóc, nhưng ngần ngại đưa ra kết luận dứt khoát. Nhà tâm thần học Harvard John E. Mack, nhân vật có thẩm quyền hàng đầu về các tác động tâm linh hoặc biến đổi của những trải nghiệm nghi bị người ngoài hành tinh bắt cóc.
Quan điểm khoa học chính thống cho rằng hiện tượng bắt cóc bắt nguồn từ tâm lý học con người, thần kinh học và văn hóa; nó thực sự là một hiện tượng tâm lý xã hội chứ không phải là vụ bắt cóc của người ngoài hành tinh. Nhiều người trong công chúng bao gồm phe theo thuyết âm mưu và giới nghiên cứu UFO tin rằng sinh vật ngoài Trái Đất đã tạm thời bắt cóc con người trái với ý muốn của họ. Nhiều tác giả, bao gồm Jacques Vallée và John E. Mack, đã gợi ý rằng sự phân đôi giữa 'đời thực' và 'tưởng tượng' có thể quá đơn giản; rằng một sự hiểu biết đúng đắn về hiện tượng phức tạp này có thể đòi hỏi phải đánh giá lại quan niệm của nhân loại về bản chất của thực tại.

## Giả thuyết ngoài hành tinh
Đây là giả thuyết cho rằng người ngoài hành tinh bắt cóc là một hiện tượng theo nghĩa đen, qua đó sinh vật ngoài Trái Đất bắt cóc con người để nghiên cứu hoặc thử nghiệm họ. Nhân loại đã không phát hiện ra những sinh vật này vì công nghệ của họ quá tiên tiến nên họ có thể trốn tránh sự phát hiện. Giả thuyết này không được hầu hết giới khoa học chính thống ủng hộ rộng rãi vì thiếu bằng chứng vật lý và bản chất mâu thuẫn của hầu hết câu chuyện bắt cóc.

## Quan điểm văn học
Theo giáo sư văn học Terry Matheson, sự phổ biến và lời mời chào đầy vẻ hứng khởi của những câu chuyện người ngoài hành tinh bắt cóc là điều dễ hiểu. Những câu chuyện bắt cóc "về bản chất đều mang đậm chất lôi cuốn; thật khó để tưởng tượng một mô tả sống động hơn về sự bất lực của con người". Matheson nói rằng sau khi trải nghiệm cảm giác rùng rợn thú vị mà một người có thể cảm thấy khi đọc một câu chuyện ma hoặc xem một bộ phim kinh dị, mọi người "có thể trở về thế giới an toàn trong ngôi nhà của họ, an tâm với kiến thức rằng hiện tượng được đề cập không thể xảy ra. Nhưng khi truyền thuyết bắt cóc đã tuyên bố gần như ngay từ đầu, không thể tránh khỏi những kẻ bắt cóc ngoài hành tinh".

## Quan điểm hoài nghi
Nhiều giả thuyết khác nhau đã được phe theo chủ nghĩa hoài nghi đưa ra để giải thích các báo cáo mà không cần viện dẫn những khái niệm gây tranh cãi như các dạng sống thông minh ngoài Trái Đất. Những giả thuyết này thường tập trung vào các quá trình tâm lý đã biết có thể tạo ra những trải nghiệm chủ quan tương tự như những gì được tường thuật trong câu chuyện bắt cóc. Phe hoài nghi cũng có khả năng kiểm tra nghiêm túc các câu chuyện bắt cóc để tìm ra bằng chứng về trò lừa bịp hoặc ảnh hưởng từ các nguồn văn hóa đại chúng như khoa học viễn tưởng. Một ví dụ về phân tích toàn diện, hoài nghi, tập trung vào các tác động của tiếp thị đại chúng là cuốn sách năm 2003 của nhà sử học nghệ thuật John F. Moffitt mang tên Picturing Extraterrestrials: Alien Images in Modern Mass Culture.
Theo lời Brian Dunning, những lời giải thích thay thế mang tính tâm lý học được đề xuất về hiện tượng bắt cóc bao gồm ảo giác, tâm thần phân liệt tạm thời, co giật động kinh và chứng mất ngủ—các trạng thái tinh thần gần giống như ngủ mơ (trạng thái nửa tỉnh nửa mê, ác mộng và chứng tê liệt khi ngủ). Chứng tê liệt khi ngủ thường đi kèm với ảo giác và cảm giác về một sự hiện diện đầy vẻ ác độc hoặc trung lập, dù những người trải qua nó thường không hiểu "thứ gì đó" đó là người ngoài hành tinh.
Phe hoài nghi tin rằng nạn nhân bị người ngoài hành tinh bắt cóc đã nói dối về trải nghiệm bị bắt cóc của họ. Động cơ chính cho những trò lừa bịp như vậy được cho là lợi nhuận tài chính từ sách báo hoặc phim ảnh có thể được thực hiện về trải nghiệm của họ và các yếu tố tâm lý xã hội, chẳng hạn như sự chú ý từ người khác và khả năng nổi tiếng mà những người bị bắt cóc có thể không có. Tuy nhiên, hầu hết những người bị bắt cóc không công khai câu chuyện của mình; người ta cho là hầu hết họ đều tin vào trải nghiệm bắt cóc của mình. Theo nghĩa này, bịa đặt đơn giản không phải là lời giải thích đầy đủ cho phần lớn những câu chuyện bắt cóc.